# Glorieta de Compostela
La Glorieta de Compostela es una plaza situada en la ciudad española de Pontevedra, en el centro de la ciudad, en el Ensanche.

## Origen del nombre
La plaza recibió su actual nombre en 1950 en homenaje al Camino de Santiago Portugués, que transcurre por ella. La glorieta es conocida de modo popular por los pontevedreses como Plaza de los Niños (Praza dos Nenos en gallego).

## Historia
Este transitado espacio constituyó desde antiguo un lugar de paso ya que en él se localizaba el trazado de la antigua vía romana XIX del itinerario de Antonino. Posteriormente, en la Edad Media pasó a ser un punto del trayecto del Camino de Santiago Portugués, testigo desde entonces de las peregrinaciones jacobeas. Desde el siglo XIV esta área extramuros estuvo delimitada en su lado este, en el lugar que hoy ocupa el tramo final de la calle Fray Juan de Navarrete, por la antigua capilla de Nuestra Señora del Camino o de la Virgen del Camino, reformada en varias ocasiones a lo largo de los siglos hasta su demolición y desaparición.
A principios del siglo XIX durante la ocupación francesa en la ciudad la capilla de Nuestra Señora del Camino fue arrasada por el fuego y por el robo de gran parte de su patrimonio. En 1856, según el plano de Pontevedra del Teniente Coronel de Ingenieros Francisco Coello de Portugal y Quesada este lugar en el que se encuentra la plaza actualmente estaba configurado como una plaza semicircular cerrada y ya disponía de construcciones alrededor. Esta forma semicircular irregular con la capilla en su lado este también quedó plasmada en el plano del Instituto Geográfico y Estadístico español de 1910.
En mayo de 1936 el derribo de la capilla de Nuestra Señora del Camino por el ayuntamiento de Pontevedra, por su estado de ruina y porque interceptaba el tránsito en una vía pública de gran importancia, facilitó el posterior desarrollo urbanístico del lugar junto al que se encontraba. La plazuela que se había configurando en este cruce de caminos fue atravesada en la posguerra por la carretera N-550, incrementándose progresivamente la afluencia de tráfico, situándose en su centro una farola de cuatro brazos como elemento distintivo, acogiendo una parada de taxis y dejando un pequeño espacio semicircular libre de coches en su lado oeste que fue utilizado como aparcamiento. desde los años 1960 y en el que se instaló posteriormente una de las fuentes de fundición de diseño francés de 1887 presentes en la ciudad, encargadas por el arquitecto Alejandro Sesmero. Este pequeño espacio semicircular estaba separado en los años 1980 de la circulación rodada por una balaustrada metálica de escasa altura que rodeaba una pequeña zona verde con vegetación y fue utilizado como terraza de una cafetería cercana.
El Cine Gónviz, uno de los más céntricos de la ciudad y punto de afluencia de muchos pontevedreses, se inauguró en 1973 en el edificio más alto de la plaza, de 13 pisos, y permaneció abierto hasta 2001.
A finales de 2001 empezó una profunda reforma de la plaza, diseñada por el arquitecto Jesús Fole Osorio, tras la cual la Glorieta de Compostela se convirtió en un espacio casi íntegramente peatonal. Se instaló una fuente en su centro dominando la plaza y la inauguración de la remodelación se produjo el 9 de agosto de 2002. En 2019 se dotó a la fuente de un sistema de iluminación multicolor.
Desde su reforma la Glorieta de Compostela se convirtió en un punto de encuentro de los pontevedreses.

## Descripción
La plaza se encuentra en pleno centro urbano y comercial de Pontevedra y en ella confluyen las calles Peregrina, que la atraviesa de noroeste a sudeste y Fray Juan de Naverrete.
Es una plaza semicircular y semipeatonal, circundada en su lado este por un pequeño carril de circulación que canaliza el restringido tráfico de las calles Peregrina y Fray Juan de Navarrete y está rodeada de edificios de distintos estilos, los más antiguos de 1928 y 1950 y otros más modernos de los años 1970 a 1990. El elemento más destacado de la plaza es la fuente denominada Fuente de los Niños situada en su centro, que está rodeada en su lado sur por un banco corrido semicircular. El alumbrado público de todo el espacio se realiza por medio de dos columnas de iluminación con proyectores.
La Fuente de los Niños es una fuente plana con veinte metros de diámetro y setenta boquillas de agua, las centrales dispuestas en columna de potentes chorros y las de alrededor en nebulosa, alternadas con puntos de luz. Un sensor rebaja automáticamente la fuerza y altura del agua para evitar mojaduras a los transeúntes. El centro de la fuente está empedrado y su perímetro de granito negro lleva la inscripción de la canción popular gallega "Pontevedra é boa vila, dá de beber a quen pasa. 2002" (Pontevedra es una buena ciudad, da de beber a quien pasa). Un elemento destacado de la fuente es el grupo escultórico de piedra que está en su borde formado por tres figuras, dos niñas y un niño, que pone de relieve tres surtidores de agua de los que bebe. Las figuras son obra de Sebastián Casalderrey y Manuel Collazo Torres. La figura de la niña sentada fue instalada con posterioridad a la inauguración del conjunto, el 22 de octubre de 2002. El grupo escultórico es la representación de dos niñas esperando mientras juegan a que un niño haya terminado de beber en la fuente para beber ellas, una sentada y la otra de pie con un aro metálico bajo el brazo.

## Galería de imágenes

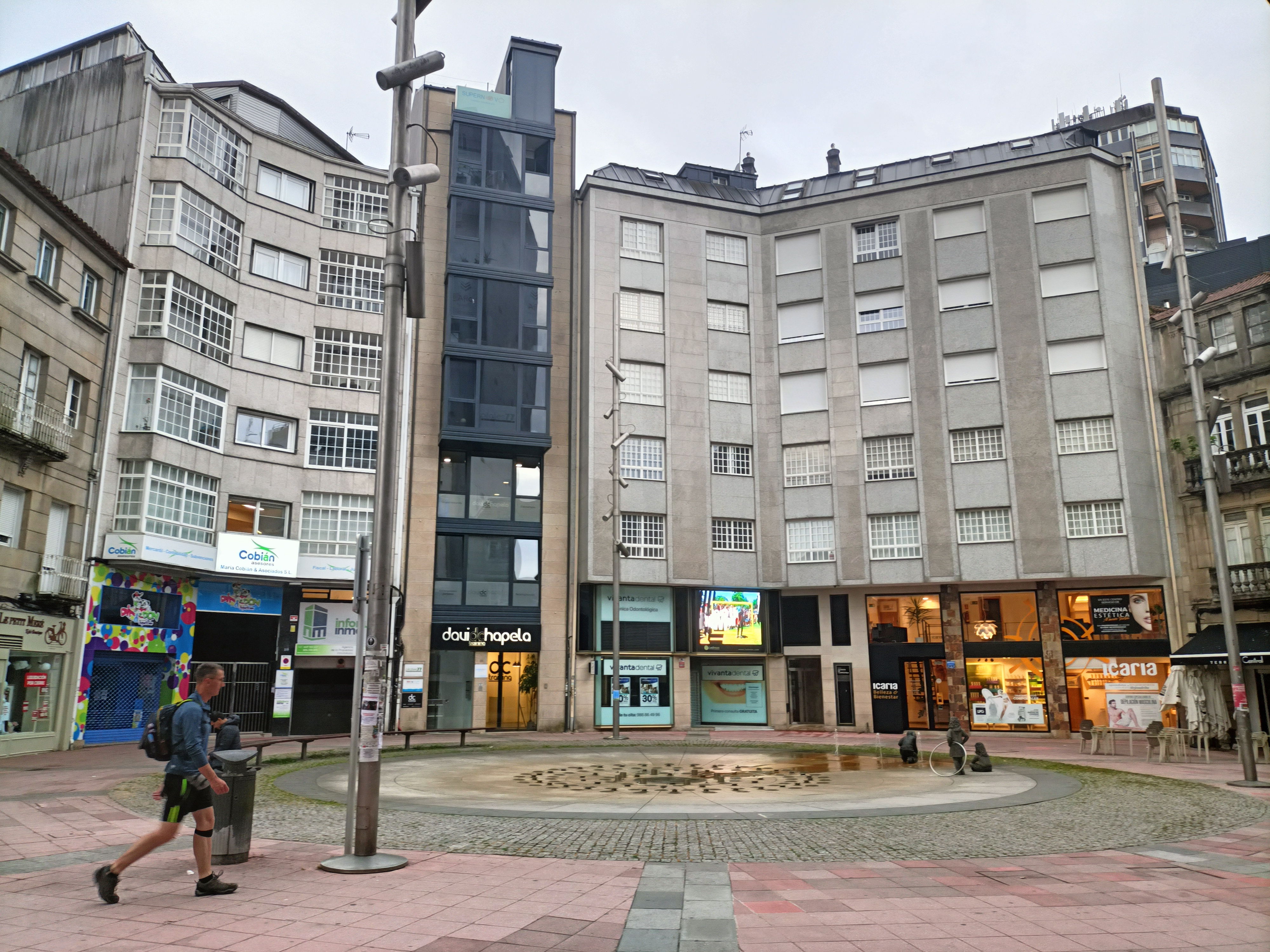
La Glorieta de Compostela, paso de peregrinos
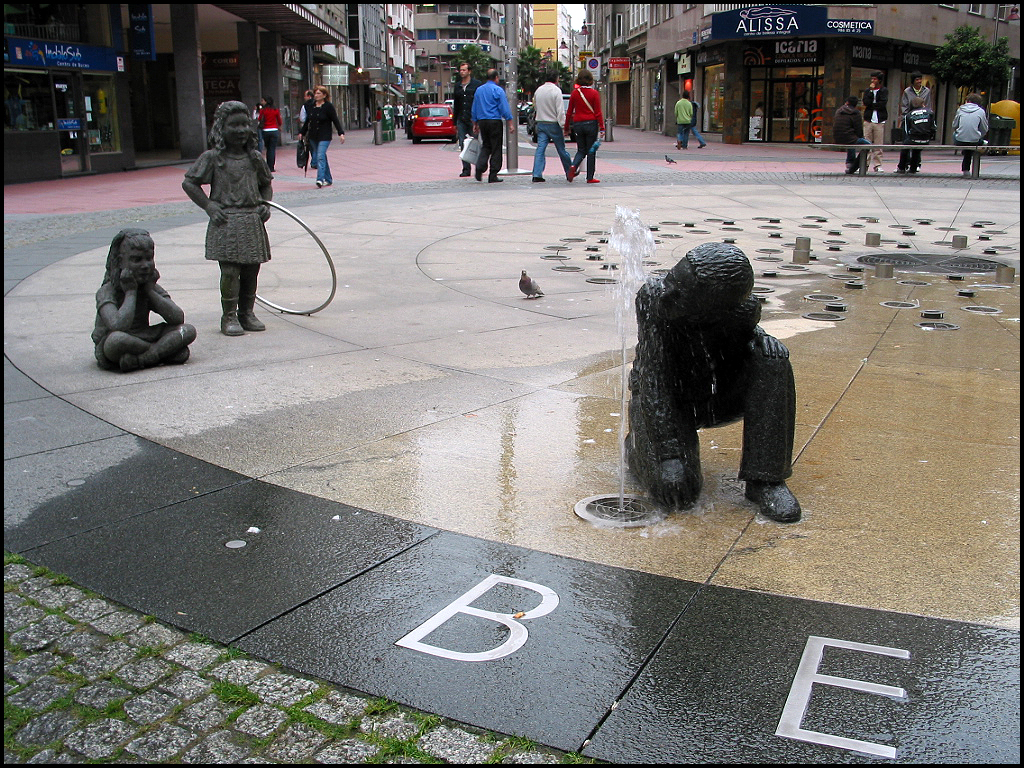
El grupo escultórico de la Fuente de los Niños en la plaza
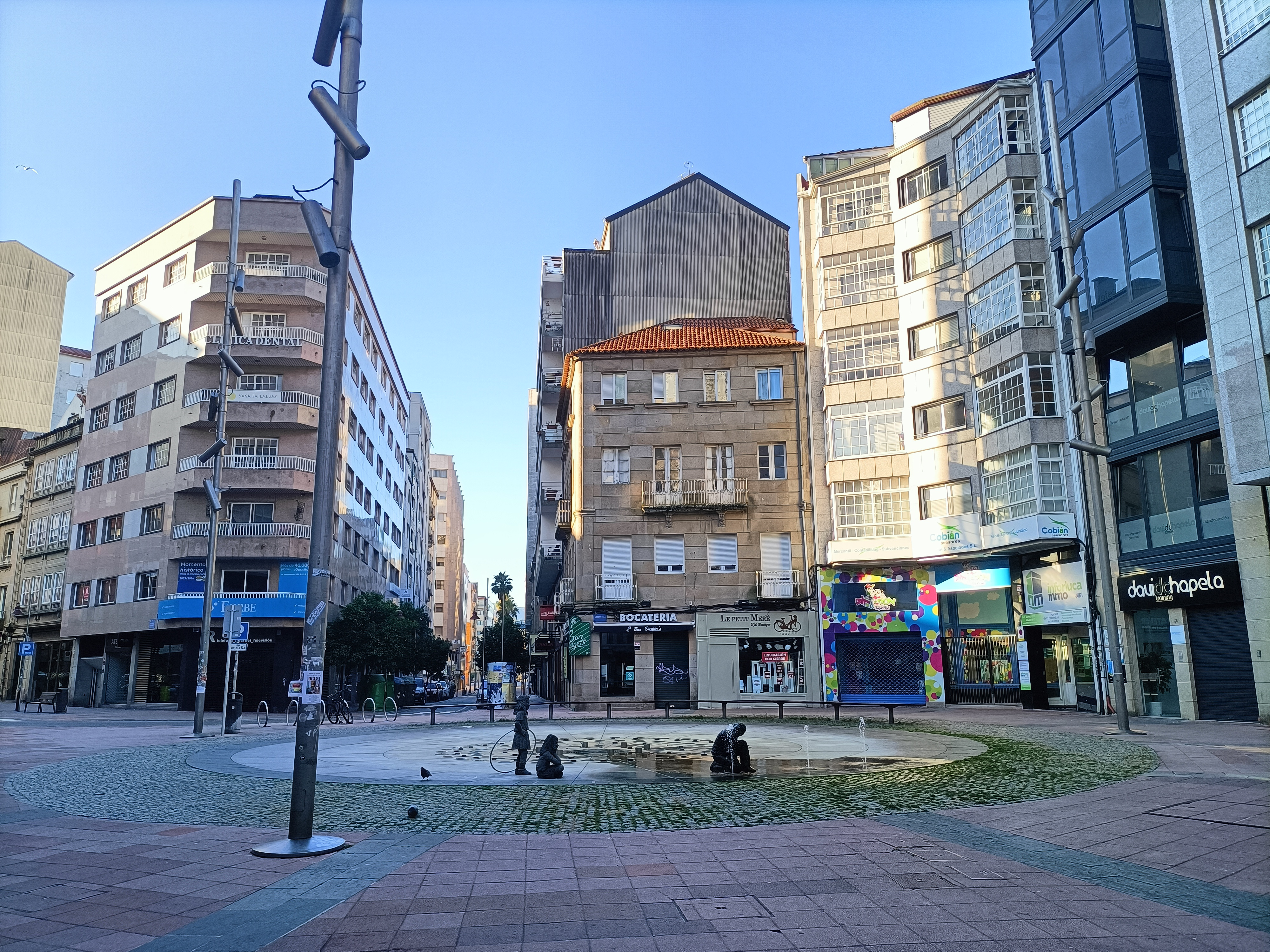
La Glorieta de Compostela en 2025
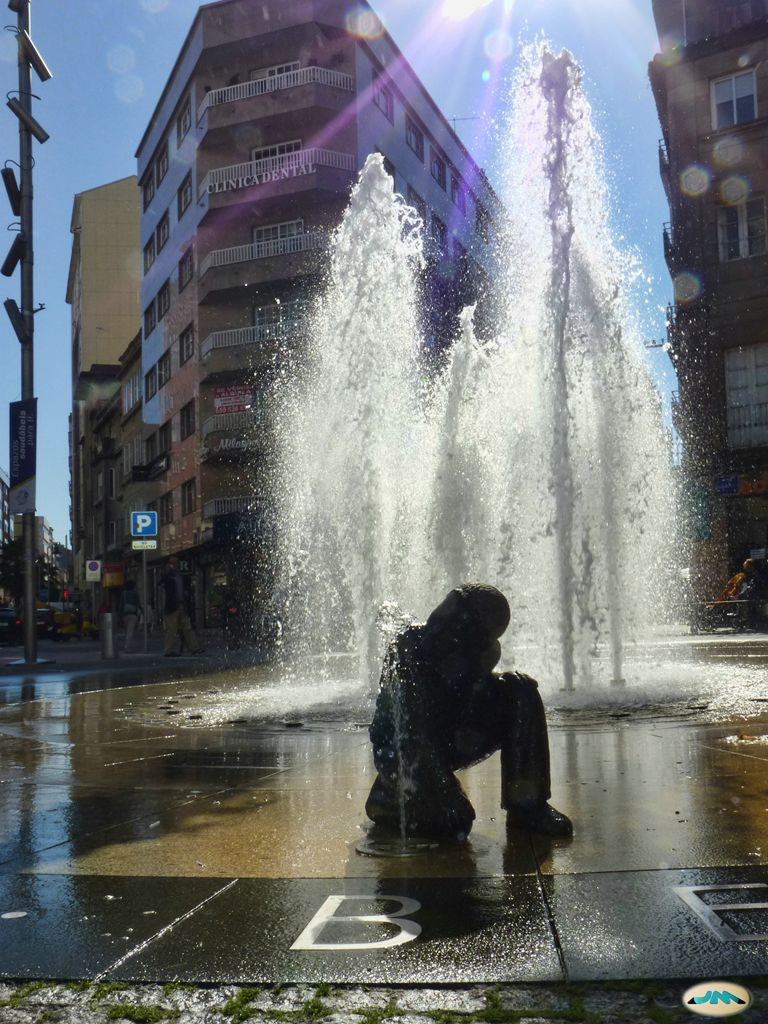
La Fuente de los Niños con los edificios de la plaza de fondo
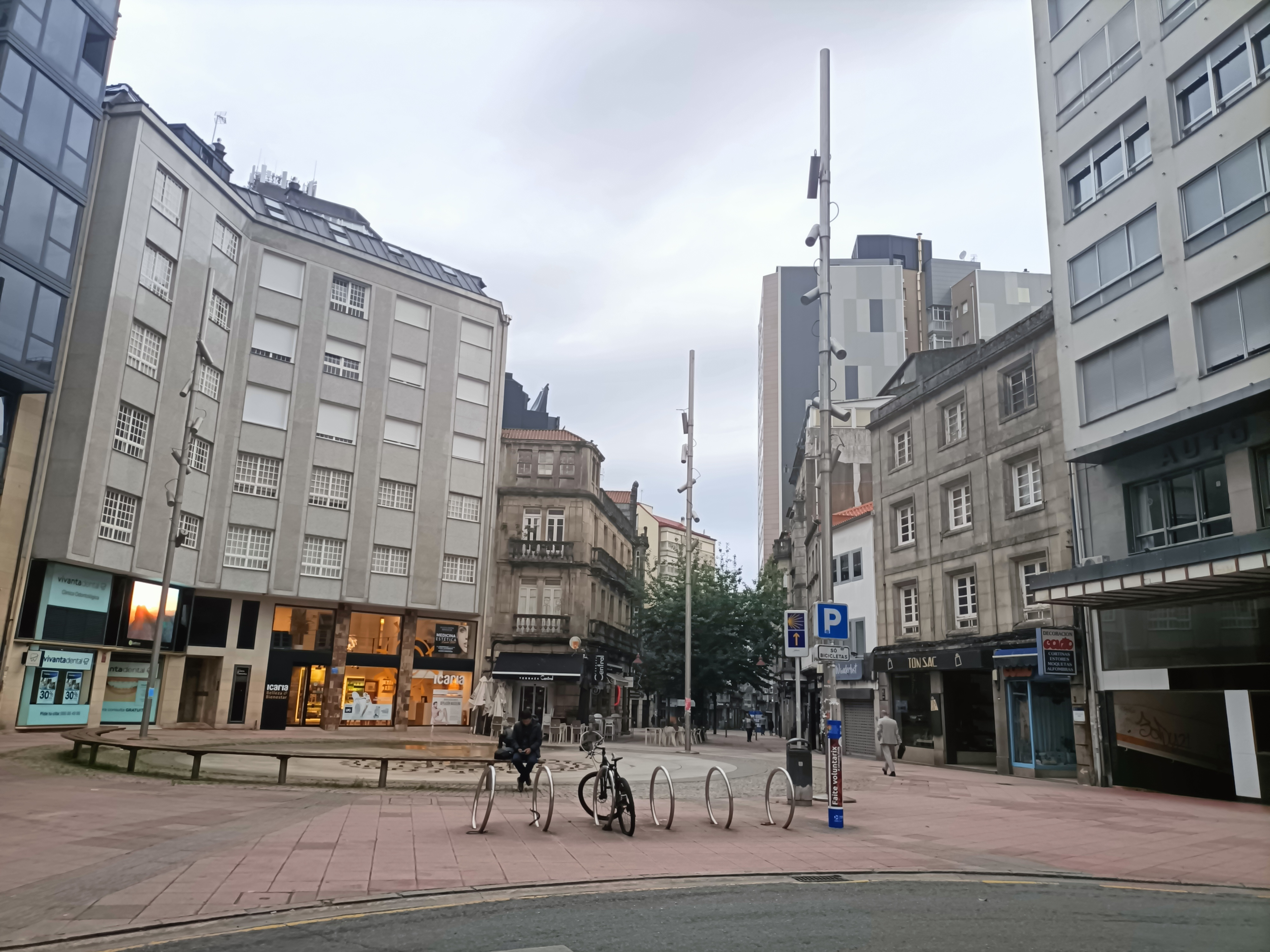
La Glorieta de Compostela en 2025
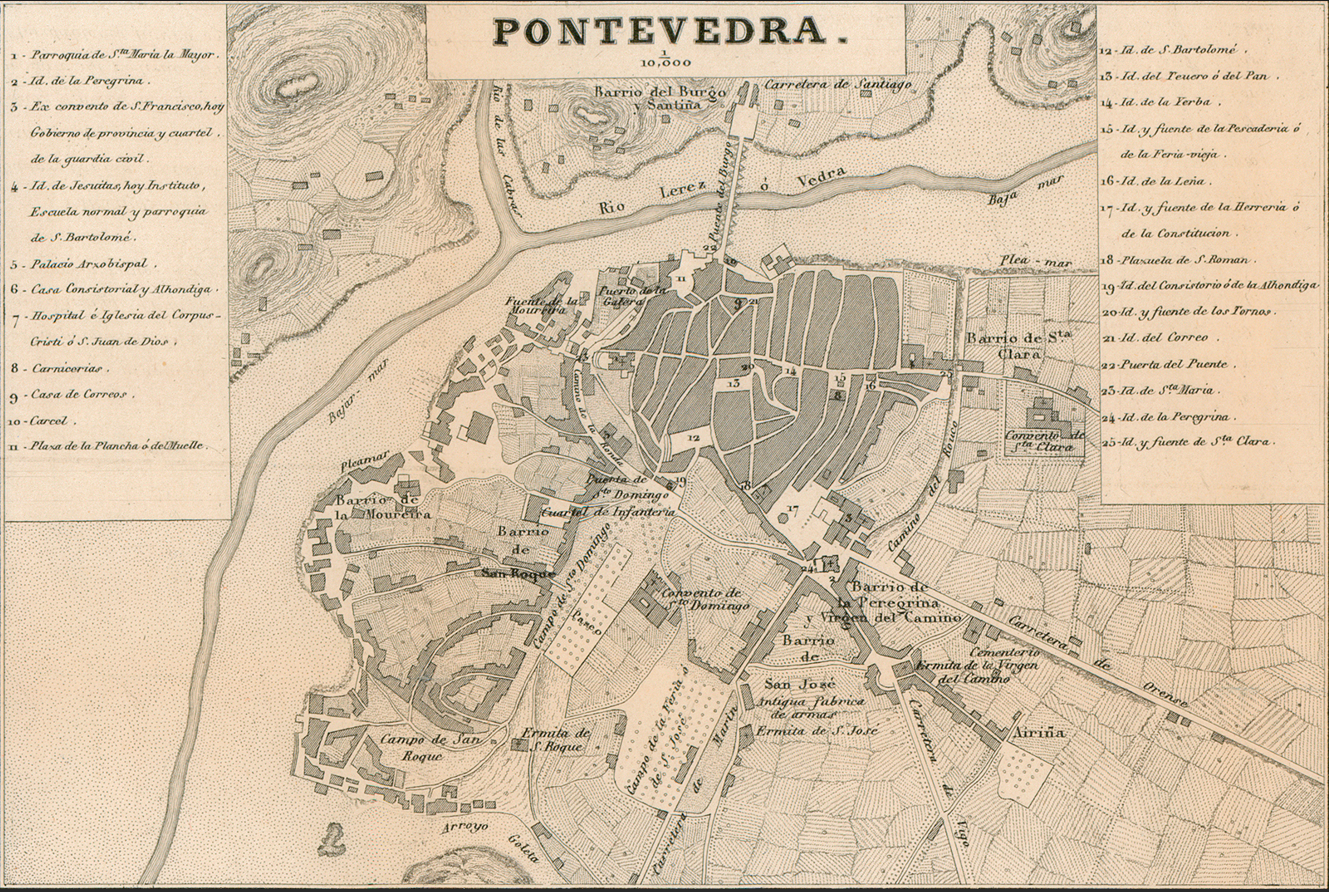
Plano de 1856 con la glorieta a la izquierda de la Ermita de la Virgen del Camino
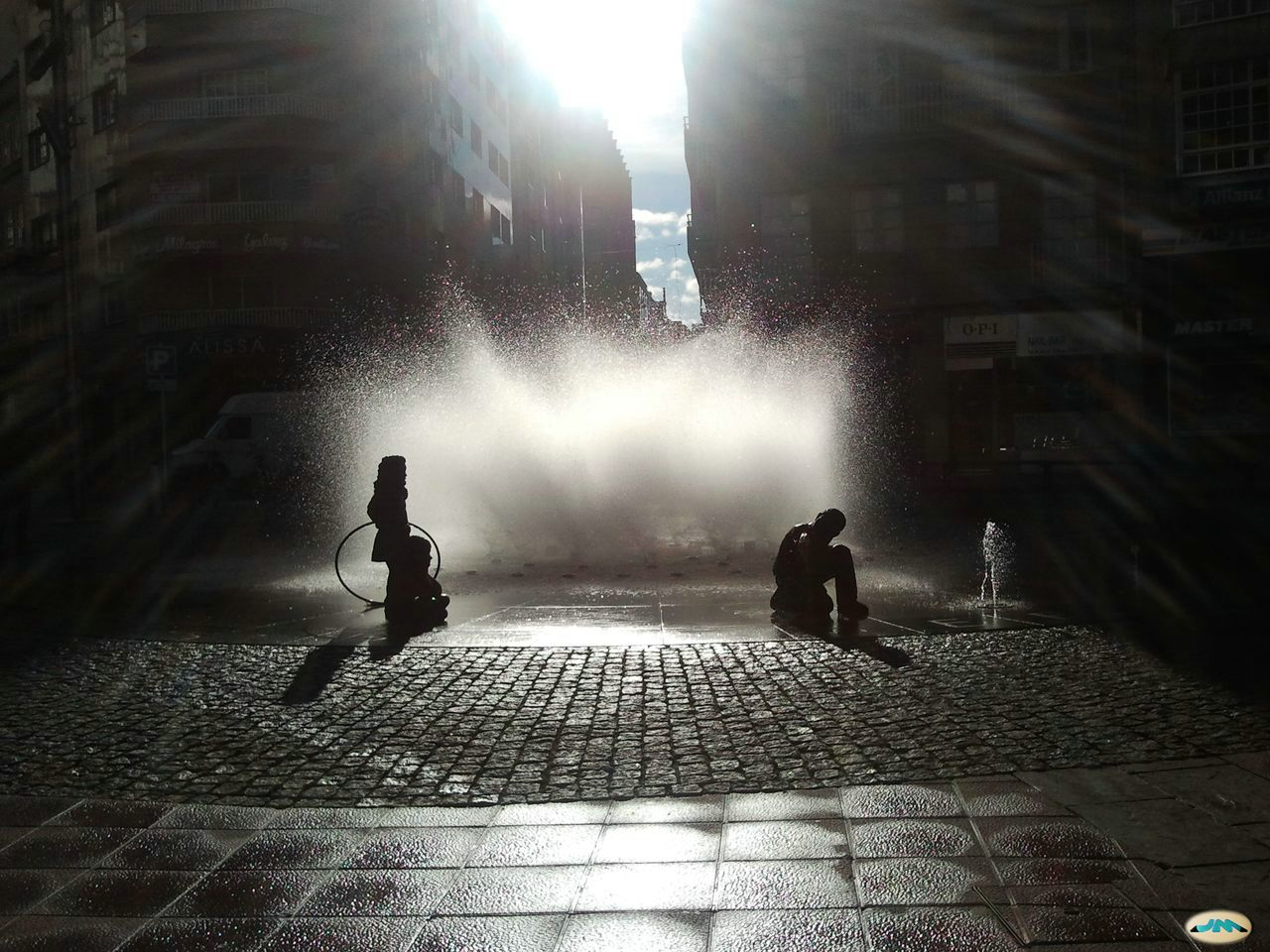
La fuente en el centro de la glorieta